# 阿部大治
阿部 大治（あべ だいち、1991年11月27日 - ）は、日本の男性総合格闘家、キックボクサー、新潟県柏崎市出身。フリー。第10代DEEPウェルター級王者。第11代ウェルター級キング・オブ・パンクラシスト。元J-NETWORKライトヘビー級王者。

## 来歴
小学校2年時から柔道を始め、新潟県立豊栄高等学校3年時にはインターハイ男子柔道90kg級で優勝を成し遂げた。卒業後は東海大学から学費全額免除の推薦入学の誘いが来ていたが、地元柏崎市のチームゼロスに入門しキックボクサーへ転身。2011年に大治ZLSのリングネームでプロデビューすると、2014年にはJ-NETWORK初代ライトヘビー級王者に輝いた。
その後はハワイのHMCで総合格闘技のトレーニングを積み、2015年4月にプロデビュー戦を行うことが決まっていたが、試合の1週間前に自動車事故を起こし、右足甲を剥離骨折したため取り止めとなった。さらに負傷箇所から細菌が入り込んだことが原因で肺血種を患い、一時は生死の境を彷徨う状況にまで陥ったが、5度に渡る手術を経て回復し、1年後の2016年4月に晴れてデビューを飾った。

### パンクラス
2016年9月11日、PANCRASE 280で奈良貴明と第22回ネオブラッド・トーナメントウェルター級決勝戦を行う予定だったが、奈良の負傷欠場により不戦勝で優勝となった。
2017年7月2日、PANCRASE 288のウェルター級キング・オブ・パンクラスタイトルマッチで王者の三浦広光に挑戦。2Rに右フックでダウンを奪い、パウンドでTKO勝ちを収め、パンクラス史上最速記録となるデビュー4戦目での王座獲得に成功した。

### UFC
2017年9月23日、UFC初出場となったUFC Fight Night: Saint Preux vs. Okamiでイム・ヒョンギュと対戦し、3-0の判定勝ち。
2018年2月11日、UFC 221でルーク・ジュモーと対戦し、0-3の判定負け。総合格闘技初黒星を喫した。
2018年4月18日、パンクラスのウェルター級王座を返上したことが発表された。
2018年6月23日、UFC Fight Night: Cowboy vs. Edwardsでリー・ジンリャンと対戦し、0-3の判定負けを喫した。

### ONE Fighting Championship
2018年10月26日、ONE Fighting Championship初出場となったOne Championship: Pursuit of Greatnessでルイス・サントスと対戦。左ミドルキックで1RKO負け。
2019年7月12日、One Championship: Masters of Destinyでエブ・ティンとライト級契約で対戦し、2Rにリアネイキドチョークによる一本負けを喫した。

### DEEP
2020年8月23日、DEEP初出場となったDEEP 95 IMPACTで佐藤洋一郎と対戦し、2-1の判定勝ちを収めた。
2021年2月21日、 DEEP 100 IMPACTのDEEPウェルター級暫定王者決定戦でレッツ豪太と対戦。阿部のフックでレッツが左手指を負傷、ドクターストップによる1RTKO勝ちを収め、DEEPウェルター級暫定王座獲得に成功した。

### RIZIN
2021年10月24日、RIZIN初出場となったRIZIN.31で、初めて階級をライト級に落としてアキラと対戦し、2Rにノースサウスチョークによる一本負けを喫した。
2022年3月20日、RIZIN.34で元HEATウェルター級王者のストラッサー起一と対戦し、1Rに右フックでダウンを奪い3-0の判定勝ちを収めた。
2023年2月11日、DEEP 112 IMPACTのDEEPウェルター級タイトルマッチで挑戦者の鈴木槙吾と対戦。1Rにパンチを浴びてダウンすると、2Rに再びパンチによりダウンしたところにフロントチョークによる一本負けを喫し、王座から陥落した。
2023年7月30日、超RIZIN.2でブラジリアン柔術世界選手権ムンジアル青帯2連覇・ムンジアル茶帯世界3位・全日本2階級2連覇のイゴール・タナベとミドル級契約で対戦し、1Rにヒールフックで一本負けを喫した。
2024年2月24日、RIZIN LANDMARK 8で押忍マン洸太と対戦し、1Rに右フックでKO勝ちを収めた。

## 戦績

### 総合格闘技
| 総合格闘技 戦績 | 総合格闘技 戦績 | 総合格闘技 戦績 | 総合格闘技 戦績 | 総合格闘技 戦績 | 総合格闘技 戦績 | 総合格闘技 戦績 |
| --------------- | --------------- | --------------- | --------------- | --------------- | --------------- | --------------- |
| 23 試合         | (T)KO           | 一本            | 判定            | その他          | 引き分け        | 無効試合        |
| 13 勝           | 8               | 0               | 5               | 0               | 0               | 0               |
| 10 敗           | 3               | 5               | 2               | 0               | 0               | 0               |

| 勝敗 | 対戦相手                 | 試合結果                                        | 大会名                                                                   | 開催年月日     |
| ×    | ジャン・ユンソン         | 3R 0:29 TKO（パウンド）                         | Z-Fight Night: Origin 1                                                  | 2025年4月5日   |
| ×    | ユン・テヨン             | 2R 4:07 TKO（ドクターストップ：カットでの出血） | JAPAN MARTIAL ARTS EXPO PROLOGUE                                         | 2024年10月19日 |
| ×    | 嶋田伊吹                 | 1R 3:05 リアネイキッドチョーク                  | DEEP 120 IMPACT                                                          | 2024年7月14日  |
| ○    | 押忍マン洸太             | 1R 1:35 KO (右フック)                           | RIZIN LANDMARK 8                                                         | 2024年2月24日  |
| ×    | イゴール・タナベ         | 1R 4:34 ヒールフック                            | 超RIZIN.2                                                                | 2023年7月30日  |
| ×    | 鈴木槙吾                 | 2R 2:05 フロントチョーク                        | DEEP 112 IMPACT 【DEEPウェルター級タイトルマッチ】                       | 2023年2月11日  |
| ○    | 田村ヒビキ               | 5分3R終了 判定3-0                               | RIZIN.39                                                                 | 2022年10月23日 |
| ○    | マルコス・ヨシオ・ソウザ | 2R 3:02 KO（右ストレート→サッカーボールキック） | RIZIN.37                                                                 | 2022年7月31日  |
| ○    | ストラッサー起一         | 5分3R終了 判定3-0                               | RIZIN.34                                                                 | 2022年3月20日  |
| ×    | アキラ                   | 2R 4:34 ノースサウスチョーク                    | RIZIN.31                                                                 | 2021年10月24日 |
| ○    | レッツ豪太               | 1R 2:34 TKO（左手指の負傷）                     | DEEP 100 IMPACT～20th Anniversary～ 【DEEPウェルター級暫定王者決定戦】   | 2021年2月19日  |
| ○    | 悠太                     | 1R 4:17 KO（左フック→パウンド）                 | DEEP 98 IMPACT                                                           | 2020年11月1日  |
| ○    | 佐藤洋一郎               | 5分3R終了 判定2-1                               | DEEP 95 IMPACT                                                           | 2020年8月23日  |
| ×    | エブ・ティン             | 2R 4:44 リアネイキドチョーク                    | ONE Championship: Masters of Destiny                                     | 2019年7月12日  |
| ×    | ルイス・サントス         | 1R 0:33 KO（左ミドルキック）                    | ONE Championship: Pursuit of Greatness                                   | 2018年10月26日 |
| ×    | リー・ジンリャン         | 5分3R終了 判定0-3                               | UFC Fight Night: Cowboy vs. Edwards                                      | 2018年6月23日  |
| ×    | ルーク・ジュモー         | 5分3R終了 判定0-3                               | UFC 221: Romero vs. Rockhold                                             | 2018年2月11日  |
| ○    | イム・ヒョンギュ         | 5分3R終了 判定3-0                               | UFC Fight Night: Saint Preux vs. Okami                                   | 2017年9月23日  |
| ○    | 三浦広光                 | 2R 0:26 TKO（右フック→パウンド）                | PANCRASE 288 【ウェルター級キング・オブ・パンクラシスト タイトルマッチ】 | 2017年7月2日   |
| ○    | ブライソン・カマカ       | 1R 0:35 KO（左フック→パウンド）                 | Mid-Pacific Championships 1                                              | 2017年2月17日  |
| ○    | 高木健太                 | 5分3R終了 判定3-0                               | PANCRASE 282                                                             | 2016年11月13日 |
| ○    | 中村勇太                 | 1R 2:08 KO（右ストレート）                      | PANCRASE 280                                                             | 2016年9月11日  |
| ○    | 五十嵐涼亮               | 1R 0:24 TKO（スタンドパンチ連打→パウンド）      | PANCRASE 277 【ネオブラッド・トーナメント ウェルター級 1回戦】           | 2016年4月24日  |

### キックボクシング
| キックボクシング 戦績 | キックボクシング 戦績 | キックボクシング 戦績 | キックボクシング 戦績 | キックボクシング 戦績 | キックボクシング 戦績 | キックボクシング 戦績 |
| --------------------- | --------------------- | --------------------- | --------------------- | --------------------- | --------------------- | --------------------- |
| 15 試合               | (T)KO                 | 判定                  | その他                | 引き分け              | 無効試合              |                       |
| 11 勝                 | 7                     | 4                     | 0                     | 0                     | 0                     |                       |
| 4 敗                  | 1                     | 3                     | 0                     | 0                     | 0                     |                       |

| 勝敗 | 対戦相手                           | 試合結果              | 大会名                                                                                                | 開催年月日     |
| ○    | コントゥアラーイ・JMボクシングジム | 3R終了 判定3-0        | FIGHT CLUB.2                                                                                          | 2024年10月5日  |
| ○    | 藤田智也                           | 1R 2:31 KO            | J-KICK 2014 ～The sign of brave heart～ 3rd 【J-NETWORKライトヘビー級初代王座決定戦】                 | 2014年8月17日  |
| ○    | KONZISI BADBOY                     | 3R終了 判定3-0        | J-KICK 2014 ～The sign of brave heart～ 1st 【J-NETWORKライトヘビー級初代王座決定トーナメント 1回戦】 | 2014年3月29日  |
| ○    | 臼井憲史                           | 1R 2:53 KO            | J-FIGHT in SHINJUKU ～vol.35～                                                                        | 2014年1月26日  |
| ×    | 松本哉朗                           | 3R終了 判定0-3        | TITANS NEOS XIV                                                                                       | 2013年9月16日  |
| ○    | 嚴士鎔                             | 1R 2:37 TKO           | MAGNUM 32                                                                                             | 2013年7月21日  |
| ○    | 吉沢大                             | 1R 2:02 KO            | TNK1 feat. REBELS                                                                                     | 2013年6月9日   |
| ×    | 木村秀和                           | 3R+延長1R終了 判定0-3 | J-KICK 2013 ～Road to the King of J～ 1st 【J-NETWORKヘビー級王座決定トーナメント 1回戦】             | 2013年1月14日  |
| ×    | タイガー・ナッツ                   | 3R終了 判定0-3        | RISE ZERO                                                                                             | 2012年10月28日 |
| ○    | 小澤和樹                           | 3R終了 判定3-0        | RISE 89                                                                                               | 2012年7月1日   |
| ○    | 戦闘民族克巳                       | 2R 2:35 KO            | RISE ZERO                                                                                             | 2012年4月1日   |
| ×    | 木村秀和                           | 3R 2:53 TKO           | RISE ZERO                                                                                             | 2011年12月18日 |
| ○    | 野尻和樹                           | 3R終了 判定2-1        | RISE 82 【RISING ROOKIES CUP ヘビー級 決勝】                                                          | 2011年9月23日  |
| ○    | 岡野文人                           | 1R 2:43 KO            | RISE 78                                                                                               | 2011年6月4日   |
| ○    | 大                                 | 2R 2:53 KO            | RISE 76 【RISING ROOKIES CUP ヘビー級 1回戦】                                                         | 2011年4月17日  |

## 獲得タイトル

### 柔道
- 平成21年度全国高等学校総合体育大会 男子柔道90kg級 優勝（2009年）

### キックボクシング
- RISE RISING ROOKIES CUP ヘビー級 優勝（2011年）
- 初代J-NETWORKライトヘビー級王座（2014年）

### 総合格闘技
- パンクラス 第22回ネオブラッド・トーナメント ウェルター級 優勝（2016年）
- 第11代ウェルター級キング・オブ・パンクラス（2017年）
- DEEPウェルター級暫定王座（2021年）
- 第10代DEEPウェルター級王座（2022年）